# 69961 Мілосевіч
69961 Мілосевіч (69961 Millosevich) — астероїд головного поясу, відкритий 15 листопада 1998 року.
Тіссеранів параметр щодо Юпітера — 3,868.